# 七道河乡
七道河乡，是中华人民共和国河北省秦皇岛市青龙满族自治县下辖的一个乡镇级行政单位。

## 行政区划
七道河乡下辖以下地区：
七道河村、城北村、三道河村、四道河村、五道河村、六道河村、新桥村、靛池子村、彭杖子村、石城子村和后水河村。